# La Verpillière
La Verpillière este o comună în departamentul Isère din sud-estul Franței. În 2009 avea o populație de 6.377 de locuitori.

## Evoluția populației
| An        | 1975  | 1982  | 1990  | 1999  | 2006  | 2009  |
| --------- | ----- | ----- | ----- | ----- | ----- | ----- |
| Populație | 3.285 | 5.400 | 5.595 | 5.691 | 5.982 | 6.377 |